# Taraxacum nivale
Taraxacum nivale là một loài thực vật có hoa trong họ Cúc. Loài này được Lange ex Kihlm. miêu tả khoa học đầu tiên năm 1889.